# Jesús del Pino
Jesús del Pino Corrochano (Segurilla, provincia de Toledo, 9 de septiembre de 1990) es un ciclista profesional español que corre en el equipo Aviludo-Louletano-Loulé.  
Empezó como amateur en 2009 en las filas del Sanse-Spiuk, y pasó a la estructura del Caja Rural en 2011. 
En la temporada 2013 pasó a categoría Profesional con el equipo Burgos BH-Castilla y León.
En la temporada 2017 cambió de equipo y fichó por el equipo portugués Efapel.

## Biografía

### Etapa juvenil y sub-23

#### Inicios y juvenil
Se inició en el ciclismo desde cadete, en la modalidad de BTT, disputando las pruebas populares de la comarca de la Sierra de San Vicente, agrupadas en una clasificación general conocida como Senda Viriato. Imponiéndose con autoridad en la mayoría de sus pruebas, haciéndose con la victoria general dos años seguidos. Destacando como joven promesa. Esto le llevó a dar el paso, y empezar a probar suerte en la carretera. Empezó en 2007, en categoría juvenil de la mano del exciclista Eduardo Chozas, en las filas del equipo juvenil de éste, Enypesa-ASC, consiguiendo victorias en Collado Villalba (Madrid) y Navalucillos (Toledo) y el XII Premio Excmo. Ayto de Ayegui (Navarra).

#### Sub-23
El siguiente paso en su carrera como ciclista de carretera fue el ascenso a la categoría "Amateur" o "Sub23", pasando a engrosar las filas del Sanse-Spiuk en 2009. Permaneció dos años en la escuadra, donde su continua progresión y sus buenos resultados como escalador hicieron que el Caja Rural se fijara en él. En 2011 empezó a formar parte del equipo filial (amateur) de esta escuadra, obteniendo su primera victoria en 2012 en el Circuito de Sollube-Bermeo. Ese mismo año participó con la selección española en la Vuelta a Asturias 2012. Debutó como profesional como stagiaire en la Vuelta a Portugal (2012) con el Caja Rural terminando en el top-10 de la clasificación sub-23. 

### Debut como profesional
Consiguió dar el salto a profesional en la temporada 2013, pasando a las filas del Burgos BH-Castilla y León, equipo que fichó al joven toledano. Con 22 años empezó la temporada en febrero con su primera participación profesional en la Challenge Ciclista a Mallorca. Disputó también la Vuelta a Andalucía , el Gran Premio Miguel Induráin y el Tour de Saboya donde llegó el mejor momento de su temporada. 
En esta carrera disputada entre el 13 y el 16 de junio de 2013, consiguió en la primera etapa el octavo puesto, culminando en la segunda con su primera victoria en el circuito profesional. Además de una etapa de alta montaña entre "Chambéry" y "Le Plateau de Solaison" donde atacó y descolgó a sus compañeros de fuga, para coronar en solitario el último puerto de la jornada, consiguiendo además el liderato en las clasificaciones General, por Puntos y de la Montaña. Finalizó la temporada disputando dos vueltas en China llamadas Tour of China I y Tour of China II finalizando en la 11.ª posición en el primero de ellos.

### 2.º año como profesional
En la temporada 2014 continuó en las filas del Burgos-BH,empezando la temporada en la Challenge Ciclista a Mallorca en el Trofeo Serra Tramuntana haciendo un meritorio 7.º puesto. Además, consiguió los premios de la combatividad y de la montaña. Siguió la temporada participando en Gran Premio Miguel Induráin (donde una avería mecánica le impide disputar la victoria final), Vuelta a México y Vuelta a Murcia. En junio volvió a disputar el Tour de Saboya donde acabó 2.º en la primera etapa y luchó por la victoria en la general hasta la última etapa, finalmente finalizaría 3.º. Participa en los Campeonato de España en Ruta donde terminó 11.º entrando en el mismo grupo que el tercer clasificado. A partir del mes de julio participó en pruebas con gran reputación como Vuelta al Lago Qinghai, Vuelta a Portugal. Su estado de forma en estas dos pruebas no fue bueno y tras sufrir mucho en la Vuelta a Portugal decidió parar y canceló su participación en la Vuelta a Burgos para poder estar en mejor forma en las siguientes carreras. Terminó la temporada compitiendo a buen nivel en carreras francesas. Tras no llegar a un acuerdo con Caja Rural renovó por una temporada con el Burgos-BH.

### Consolidación como profesional
La temporada 2015 fue su tercera temporada como profesional y debido a sus resultados y a la experiencia adquirida tanto el equipo como los aficionados esperaron que avanzara en las pruebas en las que compitiera. Empezó la temporada en el circuito español en pruebas como Challenge Ciclista a Mallorca, Vuelta a Andalucía y Gran Premio Miguel Induráin. No consiguió resultados destacados en la primera parte de la temporada. Tras un tiempo sin competir por no recibir invitaciones su equipo, vuelve en la Vuelta a Asturias donde se dejó ver en la escapada de la primera etapa. En la Vuelta a la Comunidad de Madrid un ataque de alergia subiendo a Morcuera no le permitió rendir al nivel esperado. Tras esto, falló también en su prueba favorita en el Tour de Saboya, donde en la segunda etapa sufrió una caída bajando un puerto y se rompió la clavícula derecha, lo que le obligó a pasar por el quirófano y a perderse el Campeonato de España en Ruta. Volvió a la competición en la Clásica de Ordizia con el objetivo de llegar bien a la prueba más importante de su equipo, la Vuelta a Burgos. No llegó en la forma deseada a la Vuelta a Burgos y no pudo rendir como se esperaba. Tras la carrera burgalesa dio la temporada por cerrada ya que solo correría el Tour du Doubs a mediados de septiembre. Tras negociar con varios equipos renovó por otra temporada con el Burgos-BH donde tras la marcha de su líder David Belda tuvo que dar un paso adelante.

### Último año en el Burgos-BH
La temporada 2016 fue su último año con el conjunto burgalés. Volvió a comenzar la temporada en la Challenge Ciclista a Mallorcadonde no consiguió brillar. Su temporada continuó en la Vuelta a Andalucía y en la  Vuelta a la Comunidad Valenciana, carreras en las que consiguió mejores resultados. Continuó con participaciones en Klasica de Amorebieta, Gran Premio Miguel Induráin y Vuelta a Castilla y León. Consiguió su mejor resultado en la Vuelta a Asturias con una 12.ª posición en la clasificación general. En verano participó en varias pruebas del calendario francés y en la  Vuelta a Burgos donde se deja ver y protagonizó la tercera etapa gracias a  una larga fuga. Por la normativa de no poder tener más de un cierto número de corredores mayores de 25 años se vio obligado a abandonar el Burgos-BH. En el mes de octubre se anunció su fichaje por el conjunto portugués del Efapel.Terminó el año disputando varias pruebas de la Copa de la Comunidad de Madrid de ciclocross, logrando el triunfo en el segundo de ellos en Alcobendas.

### Debut en el Efapel
La primera carrera en la que compitió con su nuevo equipo fue en la Prova de Abertura del calendario portugués en Anadia. Su primera prueba en el calendario UCI fue la Vuelta al Algarve donde apareció en la fuga de la última etapa. Su temporada siguió en la Clásica de Arrábida y Clásica Aldeias do Xisto dónde finalizó 21.º en las dos pruebas. También participó en varias carreras de la Taça de Portugal. Además, compaginó sus competiciones de carretera con las de MTB donde logró tres victorias en el Rally de los Embalses en Galapagar, Open de Mejorada y Open La Adrada. Volvió a la competición en carretera en la Vuelta a Castilla y León donde destacó en la carrera siendo 9.º en la general y estando presente en la fuga de dos etapas. Continuó su temporada en el Gran Premio Jornal de Noticias realizando una labor de gregario en favor de su compañero Daniel Mestre para que éste lograse dos etapas. Las competiciones continuarían en el Gran Premio Internacional de Fronteras y la Sierra de la Estrella. Tras una segunda jornada guardando fuerzas en el pelotón y ayudado por sus compañeros el ciclista de Segurilla llegaría a la última etapa con muchas opciones en la general. En la tercera etapa, la más montañosa, Del Pino terminó séptimo y fundirse con la 'amarella' y lograr así su segundo triunfo profesional y la consecución de su primera vuelta por etapas profesional, el Gran Premio Internacional de Fronteras y la Sierra de la Estrella. Siguió con su temporada en el calendario portugués con el GP Abimota, sin puntos UCI, donde continuó en un gran estado de forma logrando el quinto puesto en la general y estando en tres etapas (de cuatro) en el top-10. Debido a la acumulación de días de competición renunció a participar en el Campeonato de España en Ruta. Unos días antes de dar comienzo el objetivo del año en la Vuelta a Portugal, logró su segunda victoria de la temporada en la Volta Albergaria, carrera de un día del calendario portugués, sin puntos UCI. En el objetivo del año, la Vuelta a Portugal, volverió a brillar siendo uno de los gregarios principales del Efapel, tirando del pelotón en varias etapas. También se colaría en varias escapadas, quedándose cerca del triunfo y en la general terminó 17.º. En la segunda parte del mes de agosto siguió disputando los clásicos circuitos portugueses siendo 2.º en el Circuito Alcobaça.
El 21 de octubre de 2017 se anunció su renovación por una temporada con el Efapel.

### Último año en Efapel
Comenzó la temporada en la Vuelta al Algarve. Continuó disputando la Clásica Aldeias do Xisto. Regresó al Gran Premio Internacional de Fronteras y la Sierra de la Estrella llevando el dorsal 1, pero un recorrido poco favorable no le permitió luchar por revalidar la victoria. Tras eso compitió dentro del calendario español en carreras como Vuelta a Castilla y León y Vuelta a la Comunidad de Madrid dejándose ver en fugas. Su mejor resultado de la temporada llegaría en el Campeonato de España en Ruta estando durante toda la prueba en el grupo de favoritos, dejando ver el maillot de su equipo en televisión y donde finalmente finalizaría octavo entrando en el mismo grupo que el segundo clasificado Alejandro Valverde. Su buen estado de forma continuaría en el Trofeo Joaquim Agostinho prueba 2.2 portuguesa donde se acercó a la victoria en la tercera etapa, pero una caída en el último kilómetro no le permitió luchar por el triunfo cuando iba escapado junto a Óscar Hernández, que se llevaría la etapa. Pudo recuperarse de esa caída para terminar octavo en la cuarta y última etapa que le serviría para ser noveno en la general justo antes de la Vuelta a Portugal.

## Palmarés
2013
- 1 etapa del Tour de Saboya

2017
- Gran Premio Internacional de Fronteras y la Sierra de la Estrella

## Equipos

### Juvenil
- Enypesa-ASC - Chozas Team

### Sub-23
- Unión Ciclista San Sebastián de los Reyes - Spiuk (2009-2010)
- Caja Rural (2011-2012)

### Profesional
- Caja Rural-Seguros RGA (stagiaire) (2012)
- Burgos-BH (2013-2016)
- Efapel (2017-2018)
- Vito-Feirense-Pnb[6] (2019)
- Louletano[7] (2020-)
  - Aviludo-Louletano (2020)
  - Louletano-Loulé Concelho (2021)
  - Aviludo-Louletano-Loulé Concelho (2022-2024)
  - Aviludo-Louletano-Loulé (2025-)